# Arothron firmamentum
Arothron firmamentum är en fiskart som först beskrevs av Temminck och Hermann Schlegel 1850.  Arothron firmamentum ingår i släktet Arothron och familjen blåsfiskar. Inga underarter finns listade i Catalogue of Life.

## Bildgalleri

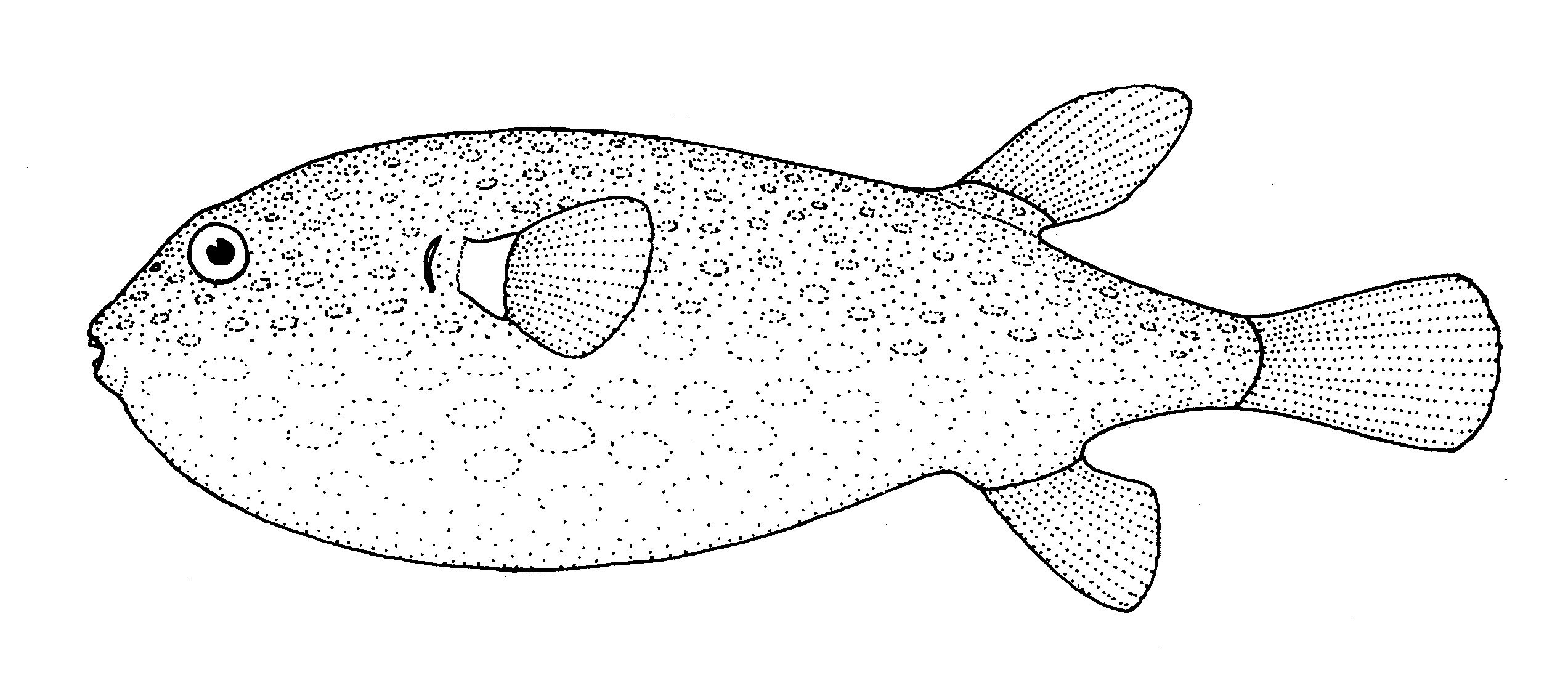